# 鮑溫斯米爾 (喬治亞州)
鮑溫斯米爾（英語：Bowens Mill）是位於美國喬治亞州本希爾縣的一個非建制地區。該地的面積和人口皆未知。

## 地理
鮑溫斯米爾的座標為31°50′34″N 83°12′34″W / 31.84278°N 83.20944°W，而該地的平均海拔高度為54米（即177英尺）。